# Francisco Primo de Verdad
Francisco Primo de Verdad är en ort i Mexiko.   Den ligger i kommunen Lagos de Moreno och delstaten Jalisco, i den centrala delen av landet, 400 km nordväst om huvudstaden Mexico City. Francisco Primo de Verdad ligger 2 086 meter över havet och antalet invånare är 1 251.
Terrängen runt Francisco Primo de Verdad är kuperad söderut, men norrut är den platt. Francisco Primo de Verdad ligger nere i en dal. Runt Francisco Primo de Verdad är det ganska glesbefolkat, med 21 invånare per kvadratkilometer. Francisco Primo de Verdad är det största samhället i trakten. Trakten runt Francisco Primo de Verdad består i huvudsak av gräsmarker.